# Dasymitrium gymnostomun
Dasymitrium gymnostomun là một loài Rêu trong họ Orthotrichaceae. Loài này được (Sull. & Lesq.) Lindb. mô tả khoa học đầu tiên năm 1874.